# Séraphin Saumont
Pour les articles homonymes, voir Saumont (homonymie).
Séraphin Saumont, né le 13 septembre 1994 à Armentières, Nord, est un joueur de basket-ball français. Il joue au poste d'ailier fort.

## Biographie
Le 26 mai 2015, il signe son premier contrat professionnel avec Gravelines-Dunkerque. Le 31 mai 2015, Gravelines-Dunkerque remporte le trophée du futur contre Paris-Levallois et Saumont est nommé MVP.
En juin 2015, il est prêté à Charleville-Mézières pour jouer en Pro B.
Le 6 août 2016, il reste à Charleville-Mézières et passe sous contrat avec le club ardennais. Quelques jours plus tard, il souffre d'une disjonction acromio-claviculaire après une chute lors d'une randonnée de vacances et doit rester écarté des parquets jusque janvier 2017. Le 14 janvier 2017, il fait son retour sur les terrains contre Denain.
Le 28 juin 2018, il rejoint le Saint Thomas Basket Le Havre en Nationale 1, troisième division française.

## Clubs
- 2013-2015 :  Basket Club Maritime Gravelines Dunkerque Grand Littoral (Espoirs/Pro A)
- 2015-2018 :  Étoile de Charleville-Mézières (Pro B)
- 2018-2020 :  Saint-Thomas Basket Le Havre (NM1)
- 2020-2022 :  Caen Basket Calvados (NM1)
- 2022- :  AS Loon Plage Basket (NM1)

## Palmarès

### En club
- Champion de France cadets : 2010
- Vice-Champion de France cadets : 2012
- Championnat de France espoirs : 2014
- Trophée Coupe de France séniors masculins : 2013, 2014
- Vainqueur du Trophée du futur : 2012, 2014, 2015

### Distinction personnelle
- MVP du Trophée du futur : 2015